# Elisabeth Scott

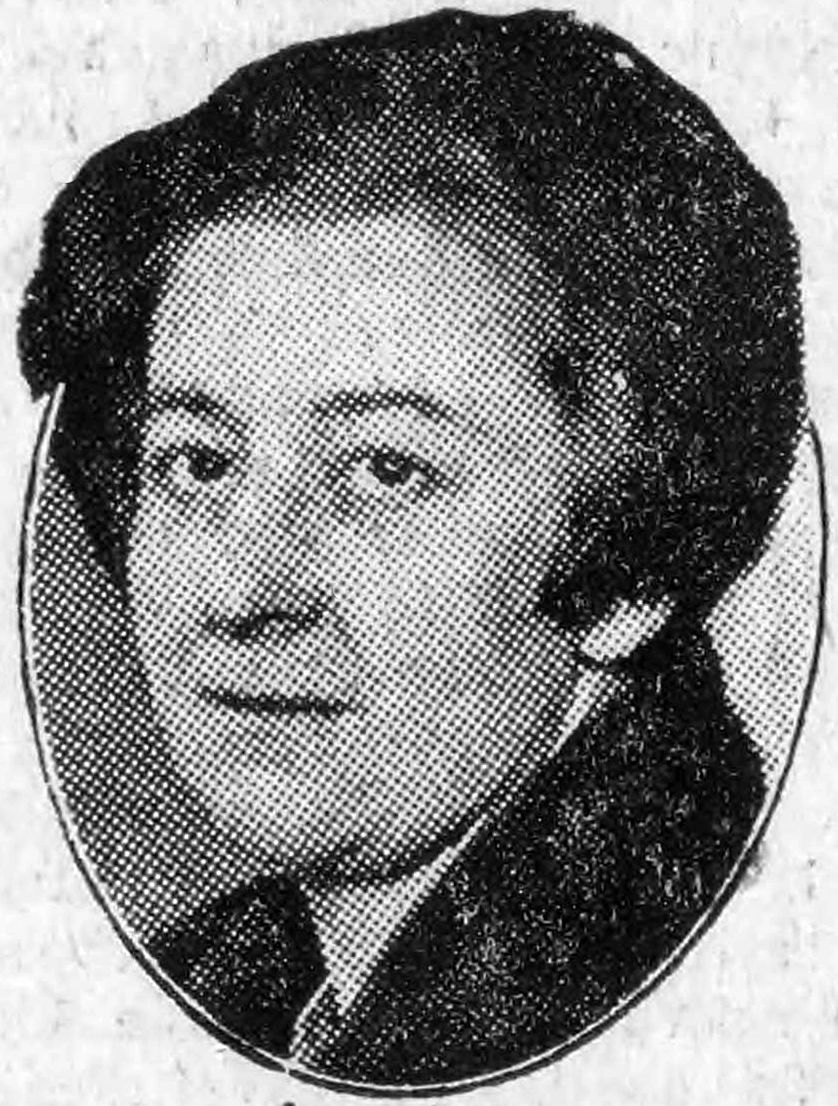
Elisabeth Scott, 1928

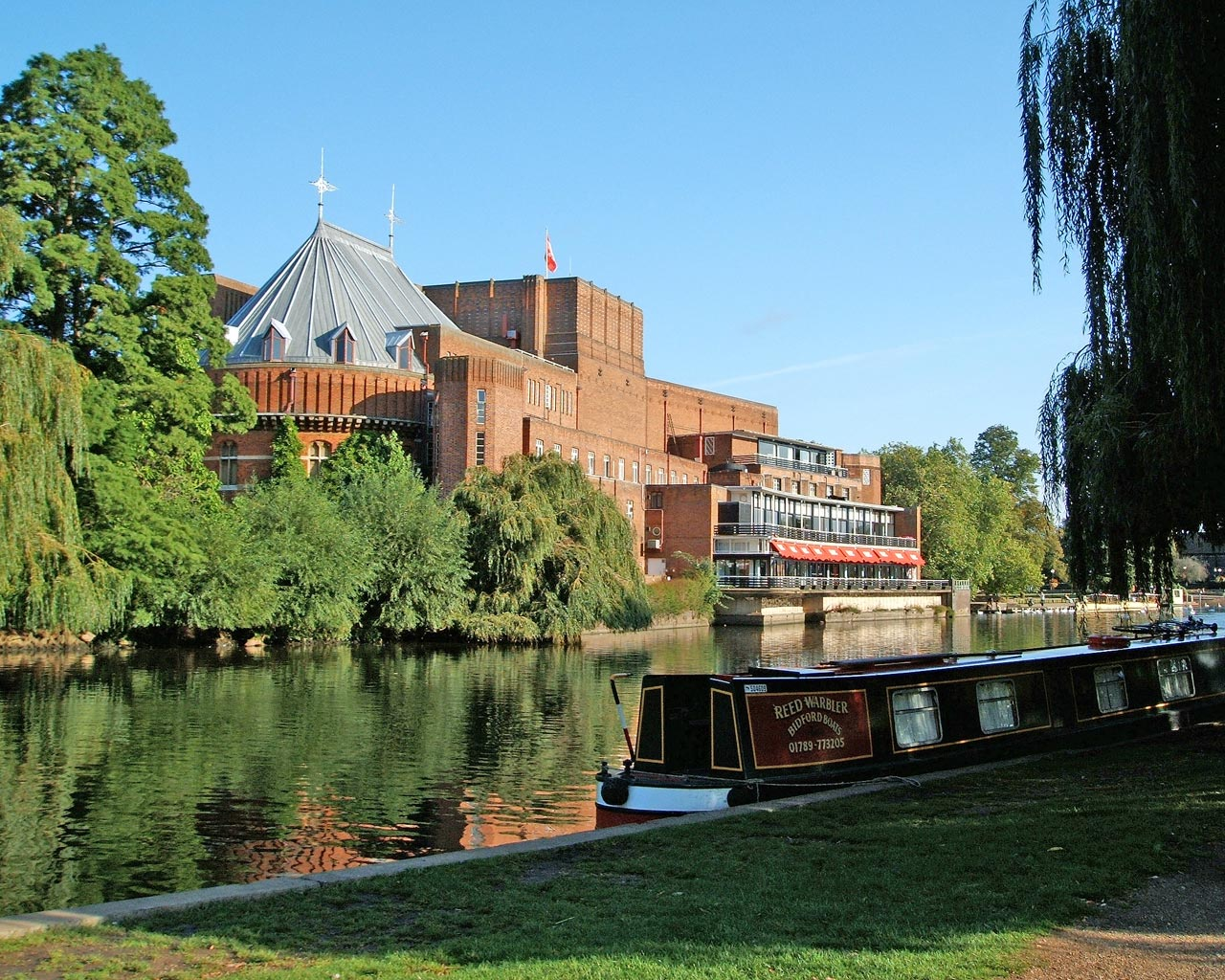
Royal Shakespeare Theatre

Elisabeth Whitworth Scott (* 20. September 1898 in Bournemouth; † 19. Juni 1972 in Bournemouth) war eine britische Architektin, die das Shakespeare Memorial Theatre in Stratford-upon-Avon entwarf. Es war das erste bedeutende öffentliche Gebäude in Großbritannien, das von einer Architektin entworfen wurde.

## Frühe Lebensjahre
Scott wurde in Bournemouth als eines von zehn Kindern von Bernard Scott, einem Chirurgen, geboren. Sie war eine Großnichte der Architekten George Gilbert Scott und George Frederick Bodley und eine Cousine zweiten Grades von Giles Gilbert Scott, dem Architekten der Liverpool Cathedral. Sie wurde bis zu ihrem vierzehnten Lebensjahr zu Hause unterrichtet und besuchte dann die Redmoor School in Bournemouth. 1919 wurde sie eine der ersten Studentinnen an der neuen Schule der Architectural Association am Bedford Square in London, an der sie 1924 ihren Studienabschluss machte.

## Werdegang
Scotts erste Anstellung war bei den Architekten David Niven und Herbert Wigglesworth, einem auf den skandinavischen Stil spezialisierten Büro. Im Anschluss daran wurde sie Assistentin von Louis de Soissons, einem progressiven Architekten, der Gebäude im zeitgenössischen Stil für die neue Gartenstadt Welwyn, Hertfordshire schuf (wo sie am Entwurf für die ikonische „Shredded Wheat Factory“, heute ein denkmalgeschütztes Gebäude, mitarbeitete) und den Modernisten Oliver Hill.

### Shakespeare Memorial Theatre
1927 wurde ein Wettbewerb für einen Ersatz für das ausgebrannte Shakespeare Memorial Theatre ausgeschrieben, an dem Scott mit dem Vertrauen in die eigenen Fähigkeiten teilnahm, das sie aus der fundierten theoretischen Ausbildung an der Schule der Architectural Association geschöpft hatte. Zu dieser Zeit arbeitete sie für das Architekturbüro von Maurice Chestertons in Hampstead, und Chesterton erklärte sich bereit, ihre Vorschläge auf ihre Machbarkeit hin zu überprüfen. (Maurice Chesterton war ein Cousin des Theaterpublizisten A. K. Chesterton.) Maurice Chestertons Tochter Elizabeth Chesterton, selbst Architektin, behauptete in einem späten Interview, der Wettbewerbsbeitrag sei fälschlicherweise „unter Scotts Namen eingereicht worden“, was darauf hindeutet, dass alle Recherchen über die praktischen Anforderungen der Theaterfunktion von ihrem Vater stammen. Maurice Chesterton selbst „bestritt jeglichen persönlichen Anteil an dem erfolgreichen Entwurf“. Scott wurde von zwei AA-Kollegen unterstützt: Alison Sleigh und John Chiene Shepherd. Nachdem sie den Wettbewerb gegen 71 andere Teilnehmer gewonnen hatten, schlossen sich die vier zusammen, um die detaillierten Pläne zu erstellen und den Bau zu überwachen.
Aufgrund des Mangels an zeitgenössischen Theatern in Großbritannien entstand das Bedürfnis, die Vorläufer von Theatern im Ausland zu betrachten, und so bereisten Scott, Chesterton, William Bridges-Adams, der künstlerische Leiter des Theaters, und Archibald Flower als Vertreter des Vorstands Anfang 1928 Europa, insbesondere Deutschland, um neue Typologien und Techniken zu studieren. Im Jahr 1930 wurde mit dem Bau des Theaters begonnen, das am Jahrestag von Shakespeares Geburt, dem 23. April 1932, eröffnet wurde.
Die Reaktion auf Scotts Entwurf war gemischt. Der Manchester Guardian meinte, dass, obwohl der Entwurf den Zweck des Gebäudes widerspiegelt, seine Ausmaße in der kleinen Stadt „erschreckend … monströs [und] brutal“ seien.  Die Times stimmte dem nicht zu und bemerkte, wie gut sich das Gebäude „an die Linien des Flusses und der Landschaft anpasst“. Sir Edward Elgar, damals 75 Jahre alt, sollte der neue musikalische Leiter des Theaters werden, aber nachdem er das Gebäude besichtigt hatte, war er so wütend über diese „schreckliche Frau“ und ihr „unsagbar hässliches und falsches“ Design, dass er nichts mehr damit zu tun haben wollte und sich sogar weigerte, das Gebäude zu betreten. Andererseits war der Dramatiker George Bernard Shaw (Mitglied des SMT-Komitees, ungeachtet seines früheren Glückwunschtelegramms an den Vorsitzenden, das unpassende alte Gebäude abbrennen zu lassen) ein entschiedener Befürworter von Scotts Entwurf als dem einzigen, der irgendeinen theatralischen Sinn zeigte. Scott selbst räumte ein, dass sie mit ihrem Entwurf nicht beabsichtigt hatte, die Funktionalität des Gebäudes zu verbergen.
Während sich die meiste Kritik auf die äußere Form des Gebäudes bezog, fanden die Darsteller es seltsam schwierig mit dem Publikum im Zuschauerraum in Verbindung zu treten: offensichtlich hatte die große, schlichte Fläche der cremefarbenen Seitenwände den Effekt, die Aufmerksamkeit von der Bühne abzulenken. Es war ihnen allerdings bewusst, dass Scott ihren Theaterberatern ausgeliefert war: William Bridges-Adams, Barry Jackson und der Bühnenbildner Norman Wilkinson (1882–1934, seit 1920 Direktor der SMT). Erst 1951, als die Emporenbestuhlung an den Seiten erweitert wurde, war dieses Problem gelöst. Das Fehlen von „bedeutungsloser Dekoration“ war jedoch eines der Merkmale, die in der Sonderausgabe der modernistischen Architectural Review vom Juni 1932 enthusiastisch gelobt wurden.
Aus heutiger Sicht gilt das Theater, das jetzt Royal Shakespeare Theatre heißt, als „national bedeutendes Gebäude“, das den „besten modernen städtischen Architekturstil“ repräsentiert. Am 14. Oktober 1980 wurde es zum denkmalgeschützten Gebäude der Klasse II* ernannt.

### Spätere Tätigkeit

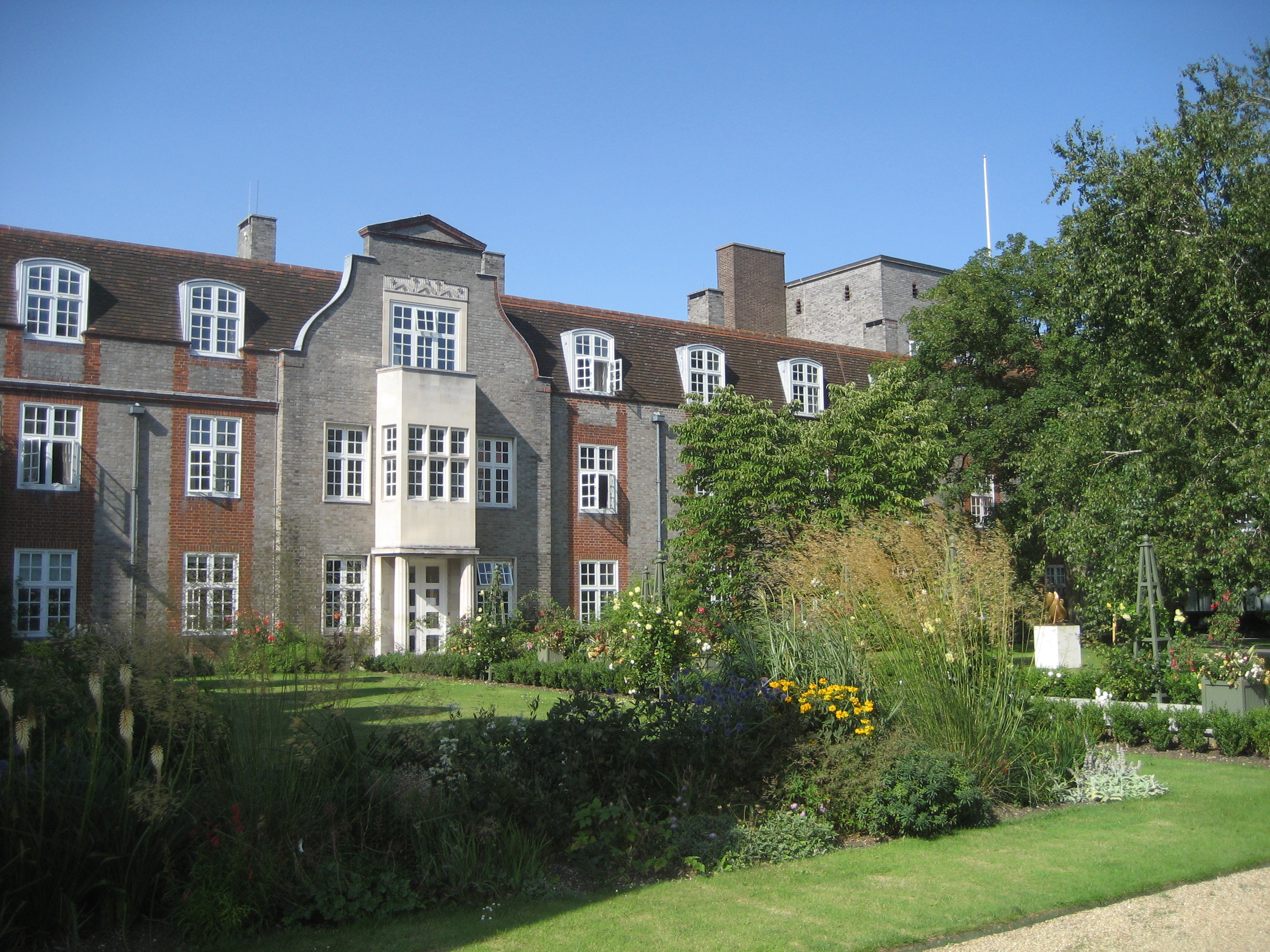
Fawcett Building, Newnham College, Cambridge

Scott wurde von John Breakwell in die Partnerschaft aufgenommen und – da John Shepherd und Alison Sleigh geheiratet hatten – wurde das Büro zu „Scott, Shepherd und Breakwell“. Keiner ihrer späteren Aufträge hatte die Prominenz der SMT, obwohl ihre Arbeit an dem Fawcett-Gebäude am Newnham College, Cambridge, von 1938 bemerkenswert ist. In der Nachkriegszeit kehrte Scott nach Bournemouth zurück und arbeitete mit dem Büro Ronald Phillips & Partners zusammen. In den 1960er Jahren wechselte sie in den öffentlichen Dienst und arbeitete für das Bournemouth Borough Architect’s Department an Projekten wie dem neuen Pavilion Theatre am Bournemouth Pier.  Diese relativ banalen Projekte spiegelten Scotts frühes Talent nicht wider; sie geriet weitgehend in Vergessenheit, da sie „nicht in der Lage war, ihr wahrgenommenes frühes Versprechen zu erfüllen“. Sie ging 1968 in den Ruhestand.

## Werke
Scott, Shepherd und Breakwell bildeten eine neue Partnerschaft und waren für mehrere Projekte verantwortlich, wie z. B.:
- „Class E House“, Teil der „Modern Homes Exhibition“ im Gidea Park in London im Jahr 1934, um den Wohnungs- und Planungsbehörden, Bauherren und der Öffentlichkeit die Verbesserungen im modernen Wohnungsbau zu demonstrieren. Die Absicht war, den Wohnungsstandard sowohl in London und den Vorstädten als auch im Rest Großbritanniens anzuheben.
- Coachmen's Lodge, The Wharrie in London, im Jahr 1935.
- Homer Farm Kindergarten in Henley, 1936.
- Fawcett Building am Newham College, Cambridge, 1938, das die Renovierung einiger Räume in den alten Gebäuden und den Anbau eines neuen Blocks von Räumen und neuen Sanitäranlagen umfasste.

## Feminismus
Im Jahr 1924, als Scott in die Architekturpraxis eintrat, gab es keine prominenten Architektinnen und ihre Auswahl für das Projekt zum Wiederaufbau des Shakespeare Memorial Theatre, nachdem es durch einen Brand zerstört worden war, erfolgte nur durch ihren Erfolg in einem internationalen Wettbewerb. Ihre Leistung und ihre Entscheidung, wo immer möglich, Architektinnen zu beschäftigen, die ihr bei dem Entwurf für Stratford assistierten, war entscheidend für die Öffnung des Berufs für Frauen. Scott war keine ausgesprochene Feministin, aber sie identifizierte sich mit der progressiven Bewegung, die traditionelle Annahmen über Frauen und Berufe umstürzen wollte. Sie war von Natur aus eher eine stille und praktische Feministin, die dafür sorgte, dass Frauen in ihren Designprojekten vertreten waren und sich über die Fawcett Society für eine breitere Akzeptanz einsetzte. Vor allem mochte sie es nicht, als „weibliche Architektin“ statt einfach als „Architektin“ bezeichnet zu werden. Elisabeth war eine Soroptimistin und ein aktives Mitglied von Soroptimist International of Bournemouth.

## Familie
Im Jahr 1936 heiratete sie George Richards. Sie starb am 19. Juni 1972 in Bournemouth.

## Preise und Auszeichnungen
- 1928: gewann sie den internationalen Wettbewerb für den Bau des neuen Royal Shakespeare Theatre in Stratford-upon-Avon.
- Im November 2015 wurde bekannt gegeben, dass Elisabeth Scott eine von nur zwei prominenten britischen Frauen (die andere ist Ada Lovelace) sein wird, die im Design des neuen britischen Reisepasses, der für die nächsten 5 Jahre verwendet werden soll, abgebildet wird.[15][16]